# ニャチャン駅
ニャチャン駅（ニャチャンえき、ベトナム語：Nha Trang / 𥩤芽莊）はベトナム社会主義共和国のカインホア省ニャチャンに位置するベトナム鉄道の駅。

## 歴史
- 1936年9月2日：開業。